# Stig Järrel
Stig Järrel (Malmberget, 8 febbraio 1910 – Monte Carlo, 1º luglio 1998) è stato un attore, regista e artista di varietà svedese.

## Biografia
È stato uno dei più popolari attori della Svezia e anche uno dei più prolifici, con centotrentuno film all'attivo (il record lo raggiunse nel 1954, partecipando a dodici film). Recitò in vari teatri svedesi e apparve frequentemente alla radio e alla televisione.
Nel 1929 venne ammesso alla scuola del "Teatro drammatico reale" di Stoccolma.
Tra i suoi maggiori successi va ricordato il ruolo dell'insegnante di latino, in Spasimo (1944) di Alf Sjöberg, soprannominato Caligola per la sua severità e durezza. Stig Järrel venne truccato in modo che assomigliasse a Heinrich Himmler. Il film venne molto applaudito anche perché si vide in esso un attacco al nazismo. Spasimo, a cui partecipò anche Ingmar Bergman, vincerà un premio nel 1946 durante il primo Festival di Cannes postbellico.
Järrel è conosciuto anche come attore di commedie e di teatro di rivista. Lavorò con i più importanti produttori di riviste svedesi, sviluppando personaggi rimasti famosi come ad esempio l'irascibile Fibban Karlsson.
Si ritirò dall'attività artistica nel 1980, trasferendosi a Montecarlo.

## Filmografia parziale
- Notti di primavera (Valborgsmässoafton) (1935)
- Vicini al peccato (Vi två) (1939)
- L'uomo che voglio (Karl för sin hatt), regia di Schamyl Bauman (1940)
- Romanzo (Romans), regia di Åke Ohberg (1940)
- La segretaria di papà (Nygifta) (1941)
- Prima squadriglia (Första divisionen) (1941)
- Baraonda (Sjöman i frack, En) (1942)
- I Cospiratori di Wismar (Kungajakt) (1944)
- Spasimo (Hets), regia di Alf Sjöberg (1944)
- Iris fiore del Nord (Iris och löjtnantshjärta) (1946)
- Den glade skomakaren, regia di Torgny Anderberg (1955)
- Sjunde himlen, regia di Hasse Ekman (1956)
- Ratataa, regia di Hasse Ekman (1956)
- L'occhio del diavolo (Djävulens öga), regia di Ingmar Bergman (1960)
- Ljuvlig är sommarnatten, regia di Arne Mattsson (1961)